# Brailleleesregel

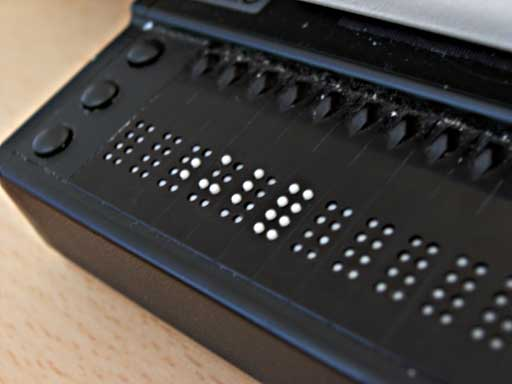
brailleleesregel

Een brailleleesregel is een  hulpmiddel voor blinden bij het gebruiken van computers, tablets en smartphones. Ze kunnen er digitale informatie mee lezen. Het apparaat bestaat uit een dynamische leesregel, waaruit pennetjes omhoog komen in het braillepatroon. Door met de vingers te voelen aan deze pennetjes, kan een blinde lezen wat er op het scherm staat. Leesregels zijn duur omdat ze in stukproductie geproduceerd worden.
Een brailleleesregel wordt softwarematig aangestuurd door een schermlezer. De pennetjes worden middels een piëzo-elektrisch signaal aangestuurd.